# Весёловское сельское поселение (Павловский район)
Весёловское сельское поселение — муниципальное образование в составе Павловского района Краснодарского края России. 
В рамках административно-территориального устройства Краснодарского края ему соответствует Атаманский сельский округ.
Административный центр и единственный населённый пункт — станица Весёлая.

## География
Площадь поселения — 95,86 км².

## Население
| 2010  | 2012  | 2013  | 2014  | 2015  | 2016  | 2017  |
| ----- | ----- | ----- | ----- | ----- | ----- | ----- |
| 2110  | ↘2084 | ↗2087 | ↘2077 | ↗2133 | ↘2128 | ↘2113 |
| 2018  | 2019  | 2020  | 2021  | 2023  |       |       |
| ↗2126 | ↘2116 | ↘2109 | ↘1992 | ↘1911 |       |       |

## Местное самоуправление
Главы сельского поселения
- Андрей Александрович Жарков[13]

## Экономика
На территории поселения расположено сельскохозяйственное предприятие ЗАО «Нива», которое является базовым хозяйством, в нём работает 343 человека. Приоритетные направления деятельности акционерного общества: растениеводство и животноводство. Также имеются в хозяйстве собственные — мельница, маслобойня и хлебопекарня.
C августа 1950 года - февраль 1963 год колхоз Чонгарец.
С февраля 1963 года - декабрь 1968 год колхоз Победа.
С декабря 1968 - февраль 1992 года колхоз имени В.И. Ленина.
С февраля 1992 ЗАО "Нива".
В 2022 году ЗАО "Нива" реорганизовано в форме присоединения к АО "Агрокомплекс Павловский" станица Павловская.
Также на территории сельского поселения работают фермерские и крестьянские хозяйства.